# Peter Frank
Peter Frank Andersen (26 de maio de 1970) é um ex-futebolista profissional dinamarquês que atuava como defensor.

## Carreira
Peter Frank representou a Seleção Dinamarquesa de Futebol nas Olimpíadas de 1992.